# Jefferson (Texas)
Jefferson é uma cidade localizada no estado norte-americano de Texas, no Condado de Marion.

## Demografia
Segundo o censo norte-americano de 2000, a sua população era de 2024 habitantes.
Em 2006, foi estimada uma população de 1994, um decréscimo de 30 (-1.5%).

## Geografia
De acordo com o United States Census Bureau tem uma área de
11,5 km², dos quais 11,3 km² cobertos por terra e 0,2 km² cobertos por água. Jefferson localiza-se a aproximadamente 59 m acima do nível do mar.

## Localidades na vizinhança
O diagrama seguinte representa as localidades num raio de 28 km ao redor de Jefferson.